# Пирятин (Львовская область)
Пирятин (укр. Пирятин) — село в Добросинско-Магеровской сельской общине Львовского района Львовской области Украины.
Население по переписи 2001 года составляло 371 человек. Занимает площадь 13,92 км². Почтовый индекс — 80333. Телефонный код — 3252.